# Raisinghnagar
Raisinghnagar là một thành phố và khu đô thị của quận Ganganagar thuộc bang Rajasthan, Ấn Độ.

## Địa lý
Raisinghnagar có vị trí 29°32′B 73°27′Đ / 29,54°B 73,45°Đ Nó có độ cao trung bình là 160 mét (524 feet).

## Nhân khẩu
Theo điều tra dân số năm 2001 của Ấn Độ, Raisinghnagar có dân số 27.707 người. Phái nam chiếm 54% tổng số dân và phái nữ chiếm 46%. Raisinghnagar có tỷ lệ 68% biết đọc biết viết, cao hơn tỷ lệ trung bình toàn quốc là 59,5%: tỷ lệ cho phái nam là 74%, và tỷ lệ cho phái nữ là 60%. Tại Raisinghnagar, 15% dân số nhỏ hơn 6 tuổi.